# Єжи Ільґ
Єжи Ільґ (нар. 11 жовтня 1950, Познань, Польща) – польський філолог, журналіст, літературознавець та видавець, академічний викладач, головний редактор соціального видавничого інституту "Знак". 

## Життєпис
Закінчив VIII ліцей ім. Вільгельм Піка у Катовицях, а в 1974 вступив на польську філологію на філологічний факультет Сілезького університету .  
Здобув докторську ступінь з гуманітарних наук.  
У 1974–1983 – науковий співробітник філологічного факультету Сілезького університету.  
У той час Єжи друкувався в наукових періодичних виданнях "Pamiętnik Literacki" та "Ruch Literacki" .  
Єжи Ільґ був виключений з університету з політичних міркувань під час воєнного стану у Польщі (1981 – 1983). Друкувався за допомогою самвидаву.  
З 1983 Єжи був пов’язаний з видавництвом «Знак» як редактор, а з 1992 – його головний редактор.  
Окрім того, у 1990–1997 Єжи Ільґ був редактором суспільно-літературного журналу "NaGłos".  
У 1997 та 2000 організував Краківські збори поетів під патронатом польських лауреатів Нобелівської премії. 
Єжи Ільґ був членом комітету, який підтримував Броніслава Коморовського на президентських виборах у 2010 та 2015. 

## Нагороди та відзнаки
У 2012 Президент Республіки Польща Броніслав Коморовський нагородив Єжи Ільґа орденом Відродження Польщі.  
Церемонія нагородження відбулася 11 листопада того ж року.  
У 2009 Єжи Ільґ був нагороджений Срібною медаллю "За заслуги в культурі - Gloria Artis" . 
У 2016 Єжи отримав премію Кракова за «видатні досягнення у просуванні краківської культури». 

## Творчість
- Divertimento sztokholmskie. Rozmowy z Josifem Brodskim, „Pokolenie” („drugi obieg”), Warszawa 1988
- Kundera. Materiały z sympozjum (red.), „Pokolenie” („drugi obieg”), Warszawa 1988
- Reszty nie trzeba. Rozmowy z Josifem Brodskim, „Książnica”, Katowice 1993
- Palcówki z Marcówki (wiersze), „Panzerfaustinum Verlag”, Kraków 1998
- „To miasto jest wszędzie”. Wiersze o Krakowie XX w. (wybór, opr. i wstęp), Biuro Festiwalowe „Kraków 2000”, Kraków 2001
- Wiersze z Marcówki, „Znak”, Kraków 2003
- Mój znak. O noblistach, kabaretach, przyjaźniach, książkach, kobietach, „Znak”, Kraków 2010
- Słuch absolutny. Andrzej Szczeklik w rozmowie z Jerzym Illgiem, „Znak”, Kraków 2014, ISBN 978-83-240-2869-6
- Zwierciadło (współautor z Leonardem Neugerem), „Znak”, Kraków 2016, ISBN 978-83-240-4331-6